# Hepialidae
Hepialidae là một họ bướm đêm trong bộ Cánh vẩy. Các loài bướm đêm trong họ này tường được gọi là bướm ma.